# Peter Ackerman
Peter Ackerman né le 6 novembre 1946 et mort le 26 avril 2022, est un homme d'affaires et personnalité politique britannique. Après avoir fait fortune dans la finance et les obligations à haut risque, il fonde l'International Center on Nonviolent Conflict, organisation ayant pour thème la non-violence.
Il est président du conseil de Freedom House à partir de 2005, membre du conseil d'administration du Council on Foreign Relations et administrateur de l'Albert Einstein Institution. En dehors de ses activités politiques, il continue de diriger deux sociétés d'investissement : Crown Capital Group et RockPort Capital.

## Les débuts de la vie
Peter Ackerman est né à New York City, dans l'État de New York. Il obtient son diplôme de premier cycle en sciences politiques à l'université Colgate. Après avoir obtenu son diplôme à Colgate, il fréquente la Fletcher School of Law and Diplomacy de l'université Tufts, où il obtient en 1976 un doctorat en relations internationales. À Tufts, il étudie sous la direction de Gene Sharp et de Robert Pfaltzgraff.